# Pascal Affi N'Guessan
Pascal Affi N'Guessan, né le  1er janvier 1953 à Bouadikro (Côte d'Ivoire), est un homme d'État ivoirien. Il a notamment été Premier ministre de la Côte d'Ivoire de 2000 à 2003, sous la présidence de Laurent Gbagbo.
Président du Front populaire ivoirien (FPI), il est candidat aux élections présidentielles de 2015, 2020 et 2025.

## Biographe

### Scolarité et études
Pascal Affi N'Guessan est né le  1er janvier 1953 à Bouadikro, dans la sous-préfecture de Bongouanou, en Côte d'Ivoire.
Il commence ses études primaires à l'école Epp hôpital I de Bongouanou Dimbokro. Il finit le lycée en 1969 et est admis en 1973 au lycée technique d'Abidjan, où il est reçu au baccalauréat.
- 1975 - DUT électromécanique de l'université d'Abidjan
- 1978 - diplôme d'ingénieur des techniques de télécommunication.
- 1986 - Certificat de perfectionnement aux Techniques nouvelles en télécommunication (Enspt /Supelec Paris) et diplôme d’ingénieur civils des télécoms de l'institut national des télécommunications d’Évry (France).

### Vie politique et associative
Affi N'Guessan a occupé plusieurs responsabilités, notamment membre de conseil d’administration, président de mutuelle, ou encore membre de bureaux exécutifs et de commissions.
Il rejoint le parti créé par Laurent Gbagbo, le Front populaire ivoirien (FPI) en 1986.
En 1990, il est battu aux élections législatives dans la circonscription de Bongouanou par la candidate du PDCI, Amah Marie Tehoua.
En 1990, il est élu maire de la commune de Bongouanou (30 000 habitants) pour un mandat de 5 ans. Pendant son mandat, il est vice-président de l’union des villes et commune de Côte d’Ivoire (UVICOCI) (1990-1995). Il est ministre de l'Industrie et du Tourisme de janvier 2000 à octobre 2000 (transition militaire). Affi N'Guessan est Premier ministre d'octobre 2000 à mars 2003.

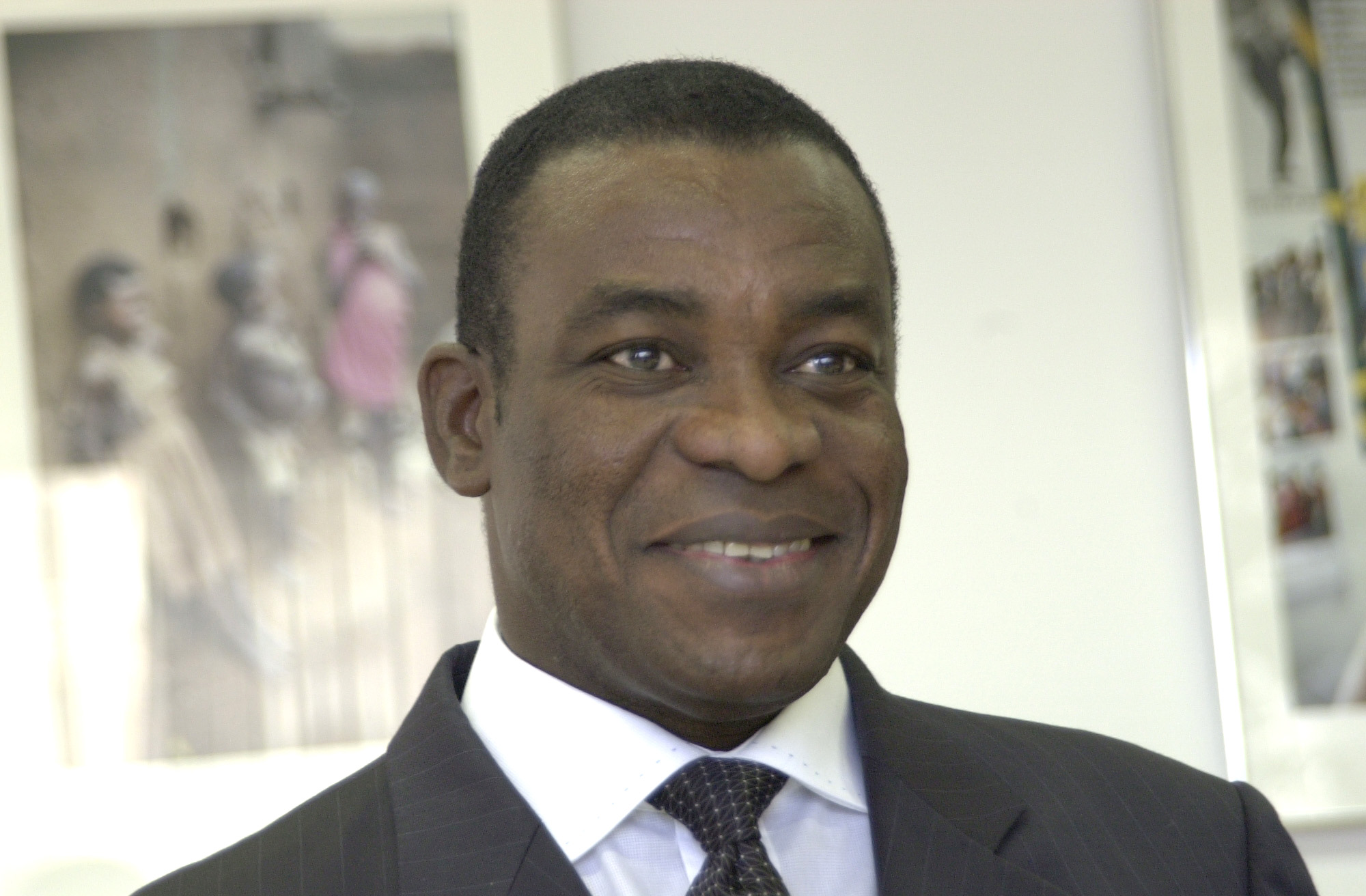
Pascal Affi N'Guessan en tant que Premier ministre en 2002.

Après l'arrestation de Laurent Gbagbo, il est assigné à résidence, le 13 avril 2011, sous la protection de l'Onuci à l'hôtel Pergolas, à Abidjan. Le 22 avril, après avoir accordé une interview à des médias, il est transféré par les FRCI au Golf Hôtel, quartier général d'Alassane Ouattara. Le lendemain est rendue publique sa déclaration de la veille sur la situation du pays, faite au nom du FPI, pour critiquer le nouveau régime. De là, il est transféré à Bouna, dans le nord du pays, dans la zone dirigée par le com-zone Morou Ouattara, où il est détenu, avec d'autres sympathisants du président Gbagbo, et le fils de celui-ci, Michel Gbagbo.
Dans une vidéo paru sur YouTube il est vu effectuant des pompes sous les injonctions du chef de la prison de Bouna. Cette vidéo a suscité l'indignation des pro-Gbagbo et d'Amnesty International.
Le 5 août 2013, il bénéficie avec 13 autres détenus pro-Gbagbo, dont le fils de l'ex-président, Michel Gbagbo, d'une remise en liberté provisoire.
Le 29 décembre 2014, la justice ivoirienne invalide la candidature de Laurent Gbagbo à l'élection présidentielle de 2015, à la suite d'une plainte déposée par Pascal Affi N'Guessan,.
Le 3 avril 2015, la justice ivoirienne confirme Pascal Affi N'Guessan dans sa fonction de président du FPI, et interdit à Aboudramane Sangaré et ses soutiens (Simone et Michel Gbagbo entre autres) d'utiliser le nom et le logotype du parti.
Le 25 octobre 2015, il arrive deuxième à l'élection présidentielle avec 9,2 % des voix, remportée dès le premier tour par le président sortant Alassane Ouattara.
Le 11 juin 2020, il annonce sa candidature à l'élection présidentielle de 2020.
Le 27 août 2020, Pascal Affi N'Guessan se déclare officiellement candidat à l'élection présidentielle en vue de l'échéance du 31 octobre 2020.
L'opposition appelle au boycott de l'élection présidentielle d'octobre et forme le Conseil national de transition qui souhaite « un retour à la légalité constitutionnelle » et l'« organisation d'élections justes, transparentes et inclusives ». Le CNT, présidé par Henri Konan Bédié, conteste en particulier le caractère constitutionnel de la candidature du président Alassane Ouattara. Pascal Affi N'Guessan est nommé porte-parole du CNT. Alors que l'armée encercle les domiciles des opposants ou les arrête, Affi N'Guessan prend la fuite,. Le 7 novembre 2020, Pascal Affi N'Guessan est arrêté. Il est accusé par le procureur de « complot contre l'autorité de l'État », « mouvement insurrectionnel », « assassinat » et « actes de terrorisme ». Il est mis en liberté provisoire le 30 décembre.
En avril 2023, Pascal Affi N'Guessan annonce sa candidature, sous l'étiquette du FPI, au conseil régional du Moronou lors des élections régionales de septembre 2023. Affi N'Guessan signe peu après une alliance avec le Rassemblement des houphouëtistes pour la démocratie et la paix (RHDP) du président Alassane Ouattara,. Il est toutefois battu par Véronique Aka (PDCI) qui obtient 62,9 % des voix,.
Début décembre 2023, la mesure de contrôle judiciaire (mise en place après le boycott de l'élection présidentielle de 2020 par l'opposition) contre Pascal Affi N'Guessan est levée par la justice.
En novembre 2024, Pascal Affi N’Guessan est réélu président du Front populaire ivoirien avec 99 % des voix. Il est par la même occasion officiellement investi candidat du FPI lors de l'élection présidentielle de 2025.

## Fonctions internationales
- Vice-président à l'internationale socialiste lors du congrès de l’IS du 27 au 29 septembre 2003 à São Paulo (Brésil).

## Décorations
- Commandeur de l’ordre national de Côte d’Ivoire
- Officier du mérite sportif de la République de Côte d’Ivoire (1995).